# Криница
Криница (рус. Водохранилище Криница; блр. Вадасховішча Крыніца) вештачко је језеро у северозападном делу града Минска (на око 2 километра од центра града) у Белорусији настало преграђивањем корита реке Свислач 1976. године. Интегрални је део знатно пространијег Вилејско-минског хидросистема.
Површина језерске акваторије је 0,96 км², дужина 2,8 километара, ширина до 700 метара. Просечна дубина језера је 2,6 метара, максимално до 5,2 метра. Запремина језера се креће од максималних 3 милиона м³ до минимално 0,3 милиона м³ воде. 
Брана којом је преграђено речно корито сачињена је од земље и има дужину од око 200 метара, прелив из језера је по аутоматизму на водостају од 6 метара, док је просечан пропуст воде кроз брану 90 м³/с.
Обале језера обрасле су густим шумама и ту се налазе бројни спортско-рекреативни центри, али и медицинске установе за рехабилитацију. 